# Мясковский, Николай Яковлевич
Никола́й Я́ковлевич Мяско́вский (8 [20] апреля 1881, Новогеоргиевская крепость, Новогеоргиевск, Варшавский уезд, Варшавская губерния, Царство Польское, Российская империя — 8 августа 1950[…], Москва) — русский и советский композитор, музыкальный педагог и критик, музыкально-общественный деятель. Народный артист СССР (1946). Лауреат пяти Сталинских премий (1941, 1946 — дважды, 1950, 1951 — посмертно). Доктор искусствоведения (1940). Один из крупнейших симфонистов первой половины XX века, создавший в 1908—1949 годах 27 симфоний.

## Биография

### Юность, образование и война
Николай Мясковский родился в Новогеоргиевске Варшавской губернии в семье Якова Константиновича Мясковского, потомственного военного инженера, и Веры Николаевны Мясковской (урождённой Петраковой), также происходившей из семьи военных, и был их вторым ребёнком. В семье было пятеро детей: Сергей (старший сын умер в юности), Николай и три дочери — Вера, Валентина и Евгения. В 1888 году семья переехала в Оренбург, а через год — в Казань, где при родах умерла мать. Опеку над пятью детьми взяла на себя сестра отца, Еликонида Константиновна Мясковская. Тётя обладала хорошим голосом, рассказами о своей работе в хоре Мариинского театра, спектаклях и жизни музыкантов пробудила у Николая интерес к музыке и давала ему первые уроки игры на фортепиано.
В 1893 году, после окончания двух классов реального училища, в соответствии с семейной традицией был определён в Нижегородский кадетский корпус, где пел в кадетском хоре. В 1895 году семья переехала в Санкт-Петербург и Николай был переведён во Второй кадетский корпус. Обучение игре на скрипке поспособствовало записи в 1895 году в корпусной симфонический оркестр, руководимый Н. Казанли, у которого начал брать уроки гармонии. Но молодого музыканта, вскоре сделавшего первые попытки сочинительства, более влекло к роялю. В 1896 году, услышав в исполнении А. Никиша Патетическую симфонию и балладу «Воевода» П. И. Чайковского, окончательно решил связать свою жизнь с музыкой.
В 1899 году закончил кадетский корпус и, следя желанию отца, поступил в Санкт-Петербургское военно-инженерное училище, где в 1902 году получил диплом военного инженера. Некоторое время служил в сапёрной части в Зарайске, затем был переведён в Москву, где с января по май 1903 года занимался гармонией с Р. Глиэром, пройдя за это время весь курс. В 1904 году получил назначение в 19-й сапёрный батальон, располагавшийся под Санкт-Петербургом. В Санкт-Петербурге более двух лет занимался у И. Крыжановского, изучая полифонию, фугу и инструментовку.
Летом 1906 года. втайне от военного начальства, поступил в Санкт-Петербургскую консерваторию, представив на экзамене свою не сохранившуюся трёхчастную фортепианную сонату c-moll. Композиции учился у А. К. Лядова, инструментовке у Н. А. Римского-Корсакова, музыкально-теоретические дисциплины изучал под руководством Я. Витолса. Среди его сокурсников были Б. Асафьев и С. Прокофьев (дружба с последним связывала на протяжении более чем сорока лет). Во время учёбы познакомился с учеником А. Никиша К. Сараджевым, дирижёром московских «Вечеров современной музыки» и концертов в Сокольниках, на которых были впервые исполнены многие его ранние произведения. В 1906 году впервые были опубликованы его сочинения — 6 романсов на стихи З. Гиппиус, напечатанные нотоиздательством Ю. Циммермана на средства автора. Первое публичное исполнение произведений композитора состоялось в 1908 году в Санкт-Петербурге на «Вечерах современной музыки» — в программу вошли романсы «Луна и туман», «Кровь», «Противоречие» на стихи Зинаиды Гиппиус. В том же 1908 году композитором была создана Первая симфония, а в его дневнике появилось первое упоминание о замысле оперы «Идиот» по одноимённому роману Ф. М. Достоевского. Мысли о сочинении этой оперы не покидали композитора около 10 лет, над либретто работал П. И. Сувчинский, но идея не воплотилась.
Окончив консерваторию в 1911 году, начал публиковаться как музыкальный критик: за три года в московском журнале «Музыка» под редакцией В. В. Держановского было напечатано 114 статей и заметок его авторства, посвящённых музыкальной жизни Санкт-Петербурга и новинкам русской и западноевропейской музыки.
В 1914 году, с началом Первой мировой войны, отправился на фронт в сапёрные войска и не смог присутствовать на московской и петербургской премьерах «Аластора» в ноябре под управлением С. Кусевицкого. Перед отправлением в действующую армию писал С. Прокофьеву: «Будете на „Аласторе“ — сообщите своё впечатление; можете и выругать, но немного, ибо как-никак, а „Касторка“ посвящена Вам». Служил в чине поручика сапёрной роты, руководил инженерными работами и бывал на передовой. В течение 1915 года его полк неоднократно вступал в прямое столкновение с войсками немцев и австрийцев и подвергался артиллерийскому обстрелу. В одном из боёв под Перемышлем получил тяжёлую контузию, после чего был переведён из действующей армии на строительство крепости в Ревель, относительно близкое расположение которого к Санкт-Петербургу позволило присутствовать на премьере Скифской сюиты С. Прокофьева 16 января 1916 года в Мариинском театре. Биографы отмечают отрицательное отношение композитора к войне и его интерес к политике в этот период.
После событий Февральской революции был активным сторонником решительных действий. Как офицер имел доверие у солдат — те делегировали его своим представителем в Полковой комитет.

### В советский период
После революции перешёл на службу в Военно-морской генеральный штаб Балтийского флота в Петрограде, к чему его побудили семейные обстоятельства: композитор взял на своё содержание семьи сестёр, оказавшихся под угрозой голодной смерти. Отец не поддержал решение сына служить власти Советов, попытался выехать на Украину и трагически погиб в 1918 году в самом начале Гражданской войны. Распространённое в Советском Союзе представление, будто композитор накануне революции был сторонником власти Советов, не совсем соответствует действительности: он с надеждой принял созыв Учредительного собрания, а на Советскую власть в первые годы смотрел без особого энтузиазма.
В 1918 году, с переводом столицы из Петрограда в Москву, туда же был переведён и Военно-морской генеральный штаб, в котором служил композитор. Одновременно с работой начал участвовать в московской музыкальной жизни: стал членом жюри Государственного музыкального издательства и сблизился с одним из его организаторов — профессором Московской консерватории П. А. Ламмом. Согласно воспоминаниям О. П. Ламм, на музыкальных собраниях в доме семейства Ламмов, или так называемых «средах», впервые исполнялись все симфонии композитора, начиная с 6-й и до 27-й, а также все симфонические и камерные произведения композитора в переложениях П. А. Ламма для фортепиано в 8 рук.
В 1919 году был избран членом правления «Коллектива московских композиторов». В следующем году была впервые исполнена его Пятая симфония. В 1921 году после демобилизации с военной службы стал заместителем заведующего Музыкального отдела Наркомпроса РСФСР, а также профессором Московской консерватории по классу композиции.
В 1923 году в память об отце написал Шестую симфонию, которая имела такой успех, что о ней заговорили как о первой симфонии после П. И. Чайковского, достойной носить название Шестой. В 1925—1927 годах сочинил Седьмую и Восьмую симфонии. С группой московских композиторов входил в состав созданной в 1924 году Ассоциации современной музыки (АСМ), избравшей своей главной задачей «способствование всеми мерами распространению новой музыки, русской и иностранной». Члены АСМ противостояли позициям теоретиков и идеологов Российской ассоциации пролетарских музыкантов (РАПМ), которые проповедовали «демократизацию» академической музыки и считали, что путь к её стилевому обновлению лежит только через массовую пролетарскую песню.
В 1932 году был избран в состав оргкомитета Союза советских композиторов. После ареста в ноябре 1937 года музыковеда и композитора Н. С. Жиляева, несмотря на то, что тот критиковал его раннее творчество, написал в защиту арестованного письмо, оставшееся без ответа: Жиляев был обвинён в «создании террористической организации с целью убить товарища Сталина» и расстрелян. С 1939 года был членом художественного совета Комитета по делам искусств при Совете Народных Комиссаров СССР, в 1940—1950 годах — членом редколлегии журнала «Советская музыка». В 1940 году ему была присвоена степень доктора искусствоведения.
Первыми сочинениями композитора начала войны стали три песни: «Походная песня» на слова М. В. Исаковского для двухголосного хора без сопровождения, «Боец молодой» на слова М. А. Светлова и «Боевой приказ» на слова В. Винникова для голоса с фортепиано, а также марши для духового оркестра — «Героический» и «Весёлый». С августа 1941 по декабрь 1942 года находился в эвакуации сначала в Нальчике, затем в Тбилиси и позже недолгое время во Фрунзе, после чего вернулся в Москву, которую уже не покидал до конца жизни, и выезжал только летом на отдых в Николину Гору. В Нальчике была написана первая советская симфония, связанная с событиями Великой Отечественной войны — Двадцать вторая симфония. Там же были созданы Двадцать третья симфония на темы кабардино-балкарских песен и струнный квартет № 7, ор. 55. В годы войны на предложения С. Прокофьева писать для кино композитор ответил: «Ваша пропаганда киномузыки пока на меня не действует. Работая над Кантатой, я убедился, что у меня нет иллюстративного воображения, а без этого какая же киномузыка». В трудных условиях эвакуации порой без электричества, отопления, без фортепиано композитор воевал на своём участке фронта — в жанрах симфонической и камерной инструментальной музыки — и за военное время создал три симфонии, три квартета, концерт для виолончели с оркестром, фортепианные пьесы и кантату «Киров с нами».
Принимал участие в конкурсах по созданию государственных гимнов. В РГАЛИ хранятся проект Гимна Советского Союза на слова С. Михалкова и Г. Эль-Регистана, подготовленный композитором в 1943 году, и несколько его же вариантов Государственного гимна РСФСР 1946 года на слова С. Щипачёва. Над гимном РСФСР композитор упорно трудился, согласно А. А. Иконникову, в 1945 году, и не представленный на конкурс вариант был использован при создании Двадцать шестой симфонии.
В 1947 году был избран депутатом Моссовета. В 1948 году с выходом Постановления Политбюро ЦК ВКП(б) об опере «Великая дружба» имя композитора попало в список «формалистов». Его музыка была названа мрачной и недостаточно оптимистической. В частности, лирико-ностальгическая Симфония № 25 была охарактеризована как «философские бредни, чуждые рабочему классу», а кантата «Кремль ночью» вызвала шквал критики за подачу образа И. Сталина и двусмысленность текста. Некоторые произведения композитора перестали исполняться в СССР: Шестая, Десятая, Тринадцатая и Двадцать вторая симфонии, «Патетическая увертюра» для большого оркестра, кантата «Кремль ночью», вокальный цикл «На грани», Третья и Четвёртая фортепианные сонаты попали в антирепертуарные списки. В том же году композитор открыто встал в музыкальную оппозицию, защищая своих коллег С. Прокофьева, Д. Шостаковича и А. Хачатуряна. На заседании Союза композиторов он охарактеризовал «Постановление по борьбе с формализмом» как истерическое, что привело к его конфликту с Т. Хренниковым.
В январе 1949 года черновое исполнение 26-й симфонии на темы древнерусских знаменных распевов, как отметил А. А. Иконников, «не смогло быть исчерпывающей проверкой её художественных достоинств». Современники «не услышали» и не поняли это сочинение. Последние два года жизни композитор провёл на даче у Николиной Горы, приводя в порядок свои сочинения и работая над последней, 27-й, симфонией. В конце 1949 года он уничтожил часть ранних фортепианных сонат и почти все романсы, написанные в 1906—1914 годах.
Николай Мясковский умер от рака желудка 8 августа (по другим источникам — 6 августа) 1950 года и был похоронен на Новодевичьем кладбище (участок № 3) рядом с могилами А. Н. Скрябина и С. И. Танеева.
Высокая оценка личности композитора Б. В. Асафьевым «Мясковский — художественная совесть нашей музыки» разделялась музыкантами разных поколений и стала заглавием первой объёмной зарубежной монографии Грегора Тесси (Gregor Tassie) о главе московской композиторской школы, изданной на английском языке в 2014 году — Nikolay Myaskovsky: The Conscience of Russian Music.

## Награды и звания
- Орден Св. Анны 3 ст. (пожалование за отлично-усердную службу и труды понесенные во время военных действий А 3 ВП 15.06.1915 г. «Р» № 1297,1915 г.)[51]
- Заслуженный деятель искусств РСФСР (1926; в связи с 60-летием Московской консерватории)[8]
- Народный артист СССР (1946)
- Сталинская премия первой степени (1941) — за симфонию № 21[52]
- Сталинская премия первой степени (1946) — за струнный квартет № 9
- Сталинская премия первой степени (1946) — за концерт для виолончели с оркестром
- Сталинская премия второй степени (1950) — за сонату № 2 для виолончели и фортепиано
- Сталинская премия первой степени (1951) — за симфонию № 27 и струнный квартет № 13 (посмертно)
- Орден Ленина (1943)
- Медаль «За доблестный труд в Великой Отечественной войне 1941—1945 гг.»
- Медаль «В память 800-летия Москвы»

## Творчество
Стиль музыки композитора суров и одновременно красив и лиричен. В его творчестве собственные музыкальные идеи композитора органично взаимосвязаны с элементами позднего романтизма П. И. Чайковского, модернизма И. Ф. Стравинского и С. С. Прокофьева, импрессионизма Дебюсси. Также заметно влияние Н. А. Римского-Корсакова и А. Н. Скрябина.
Среди симфоний особенно выделяются лирико-трагические Вторая (1912), Третья (1914), Четвёртая (1918) и Пятая (1918), монументально-трагическая Шестая (1923), героико-драматическая Шестнадцатая (1936), задумчиво-ностальгические Двадцать первая (1940) и Двадцать пятая (1946), патриотическая Двадцать вторая (1941), посвящённая событиям войны, а также последняя Двадцать седьмая (1950).
Для его ранних работ характерны мрачные, даже зловещие тона, которые переплетаются с лирическими, задушевными интонациями русского романтизма. Первые 10 симфоний (1908—1927) отличает вязкая, тяжёлая полифония с обилием низов и мощным звучанием.
Монументально-трагическая Шестая симфония, написанная в память об отце (1923), отразила трагедию русского народа, расколотого гражданской войной. Как символ нового, социального раскола XX века в России, в её финале звучит мрачный старообрядческий хор.
В 1925—1927 годах композитор много экспериментировал: интонационный стиль Седьмой симфонии лежит на стыке русского романтизма и французского импрессионизма, для Восьмой симфонии применены атональные построения в духе А. Шёнберга. Опус № 26 отличается «ярко выраженным национальным колоритом», воплощает образ Степана Разина, в нём использованы мелодии одной башкирской и нескольких русских песен. Свои Десятую и Тринадцатую симфонии создавал в русле исканий А. Шёнберга.
В начале 1930-х годов, начиная с Одиннадцатой симфонии, из-за давления, оказываемого властями, стиль изменился на более светлый, в его музыке начали доминировать мажорные тональности, а полифония упростилась. По мнению критиков, созданная на тему коллективизации Двенадцатая симфония (так называемая «Колхозная») не вполне отразила широту замысла композитора и не считается удачной. В том же духе выдержана упрощённая 14-я симфония. Единственное мрачное произведение этого периода — Симфония № 13, своего рода прощание композитора с модернизмом и авангардом. Композитор был вынужден представить её на закрытой премьере, что аналогично ситуации, сложившейся вокруг Четвёртой симфонии Д. Шостаковича.
Д. Б. Кабалевский отмечал яркий оптимизм 14-й и 15-й симфоний, в которых всё большее место занимает «песенно-танцевальная стихия народной музыки». Соглашаясь с такой оценкой о ведущем значении народно-песенного начала в этих двух симфониях, А. А. Иконников выделял 15-ю из ряда интонационно связанных с народной песней и танцем сочинений (12-я, 8-я, 6-я, 5-я симфонии), поскольку она «ни одной подлинной фольклорной темы не содержит», но отмечал, что её некоторые темы «настолько типичны в жанровой характерности, мелодически выразительны, что воспринимаются как родственные фольклорным».
Среди других работ этого периода выделяется Симфония № 16, посвящённая советской авиации. Её драматизм навеян катастрофой самолёта «Максим Горький», случившейся в мае 1935 года. Оценка С. С. Прокофьева Шестнадцатой симфонии может быть распространена на многие сочинения композитора, или даже воспринята как его творческое кредо: «По красоте материала, мастерству изложения и общей гармоничности построения — это настоящее большое искусство, без поисков внешних эффектов и без перемигивания с публикой. Тут не было ни слащавых наивностей, ни залезания в гробы умерших композиторов за вчерашним материалом. Весь зал единодушно приветствовал симфонию Мясковского».
Особой силой отличается Симфония № 21 (1940), которая открыла последний, завершающий период творчества композитора. В ней нашли своё отражение и тягостные раздумья о правильности пути страны, и искренняя вера в светлое будущее. В произведении соединяются чистая сонатная форма, мастерское сочетание мрачных и светлых тонов и философская глубина сочинения. С этой работой композитор возвращается к политональным схемам русского классического романтизма и прозрачной полифонии духовых инструментов.
Во время войны композитор создал несколько струнных квартетов и три патриотические симфонии: № 22, 23 (на кабардино-балкарские темы) и 24.
В Симфонии № 25 (в 3-х частях, 1946), ставшей высочайшим образцом вдумчивого классического романтизма, достиг вершины полифонического мастерства.
С. Прокофьев писал о композиторе: «В нём больше от философа — его музыка мудра, страстна, мрачна и самоуглублённа. Он близок в этом Чайковскому и думаю, что является, по сути, его наследником в русской музыке. Музыка Мясковского достигает истинных глубин выразительности и красоты». Д. Шостакович отзывался о композиторе как о крупнейшем после Г. Малера симфонисте, среди произведений которого целый ряд является просто шедеврами симфонического искусства.
Виолончелист М. Ростропович назвал Виолончельный концерт композитора среди десяти своих любимейших произведений, когда-либо написанных для этого инструмента, а дирижёр Е. Светланов, сделавший в 1991—1993 годах запись всех симфонических произведений композитора, назвал его прямым наследником русских классиков XIX века. Для М. Ростроповича написана Вторая виолончельная соната, op. 81.
Тем не менее, в настоящее время музыкальное наследие композитора не пользуется особой известностью. Работая на стыке различных течений, композитор не был полностью признан ни радикальными модернистами, ни сторонниками классического романтизма XIX века. Его работы несколько тяжеловаты, а лирическая составляющая осталась там в достаточно архаичной форме. Исследователь жизни и творчества композитора Д. Горбатов и дирижёр Г. Рождественский указывали на то, что причина невысокой популярности композитора кроется в том, что для одних он слишком тяжёл и авангарден, а для других — чересчур консервативен.
В последнее время заметен повышенный интерес к творчеству композитора за границей, распространяющийся в свою очередь и на родине композитора в условиях отсутствия окончательного его осмысления. В этой связи ценна оценка В. Я. Шебалина: «В настоящее время ещё невозможно дать исчерпывающую или даже сколько-нибудь приближающуюся к этому характеристику Мясковского как композитора. Каждое следующее поколение будет находить в его произведениях всё новые черты. То, что писалось о нём в последние годы, — это лишь первые шаги на пути к осмыслению его творческого пути. <…> Вклад, сделанный Мясковским в русскую и советскую музыкальную культуру, столь огромен и своеобразен, что понадобятся ещё долгие годы, чтобы ориентироваться в его музыкальном и литературном наследии и дать себе отчёт в том, насколько велика и плодотворна его роль в общем течении русской и советской музыкальной жизни».

## Педагогическая деятельность
За время преподавания в Московской консерватории воспитал около 80 композиторов, среди которых:
- А. С. Абрамский
- И. М. Белорусец
- В. А. Белый
- Ю. С. Бирюков
- Н. П. Будашкин
- А. М. Веприк
- Ф. Е. Витачек
- Г. В. Воробьёв
- В. А. Гайгерова
- Г. Г. Галынин
- Г. С. Гамбург
- В. П. Герчик
- Б. Д. Гибалин
- Е. К. Голубев
- Г. Е. Егиазарян
- Д. Б. Кабалевский
- Г. В. Киркор
- А. Ф. Козловский
- В. Н. Крюков
- З. А. Левина
- А. Л. Локшин
- Н. В. Макарова
- К. Д. Макаров-Ракитин
- Е. И. Месснер
- Б. А. Мокроусов
- А. В. Мосолов
- В. И. Мурадели
- И. Н. Надиров
- Н. В. Нариманидзе
- Ю. С. Никольский
- Н. И. Пейко
- Л. А. Половинкин
- С. А. Разорёнов
- М. Л. Старокадомский
- М. Т. Тулебаев
- В. Г. Фере
- А. И. Хачатурян
- К. С. Хачатурян
- М. А. Цветаев
- Б. А. Чайковский
- М. М. Черёмухин
- В. Я. Шебалин
- Б. С. Шехтер
- В. П. Ширинский
- А. Я. Эшпай
- В. М. Юровский

Композиции у него также обучались Л. Н. Оборин и Л. В. Фейгин. Несмотря на разность дарований и увлечений, каждый из учеников нашёл свой стиль, жанр и интонацию. Его школа отличается высоким профессионализмом творчества её учеников.
Н. И. Пейко вспоминал, что композитор редко правил работы студентов, вместо чего приводил примеры, как бы поступил в аналогичном случае Чайковский, Прокофьев или Шостакович. Согласно Пейко, «Мясковский никогда не оказывал давления на вкусы и устремления студентов, <…> всегда требовал строгой продуманности каждой детали произведения в соответствии с общим замыслом. <…> Он всегда поощрял в студентах выдумку и изобретательность» и указывал на методы собственного самоусовершенствования.
По воспоминаниям учеников, он был добрым, отзывчивым человеком, никогда не позволявшим себе грубости. Д. Б. Кабалевский писал, что после выпуска ученики, как и он сам, например, в случае со второй редакцией оперы «Семья Тараса», а также многие музыканты, формально не являвшиеся его учениками обращались к нему за советами, замечаниями и консультациями. Первое своё творческое посвящение — цикл из двадцати четырёх фортепьянных прелюдий — Д. Б. Кабалевский сделал своему учителю.
Эрудиция, наблюдательность и точность его замечаний восхищали не одно поколение музыкантов. Дарование Мясковского-педагога, его умение услышать, «схватить» самое главное в сочинении, увидеть и достоинства, и недостатки, ценили не только ученики, но и коллеги, обращавшиеся к нему за советами — Прокофьев, Шостакович, Вайнберг и многие другие. А. И. Хачатурян писал в воспоминаниях: «Мясковский никогда не подавлял студентов своей творческой волей. Он вел себя с нами как равный с равным, был чрезвычайно вежлив и предупредителен. <…> Он уважал мнение студента, даже если был с ним не согласен. <…> Ему важно было распознать индивидуальность студента, открыть для себя свойства его таланта, и тогда он развивал все лучшее, что было заложено в ученике. Не случайно из класса Мясковского вышло столько различных композиторов. На занятиях Н. Я. поражал нас огромной эрудицией». Согласно воспоминаниям А. Хачатуряна, отношение С. Прокофьева к Н. Мясковскому походило со стороны на «почтительность ученика перед бесконечно любимым педагогом». Ещё со времён обучения в консерватории С. Прокофьев и Н. Мясковский делились в переписке новостями о работе над своими сочинениями. С. Прокофьев всегда внимательно относился к советам и замечаниям старшего коллеги, доверяясь его безупречному вкусу. Один из многих примеров — благодарность С. Прокофьева Н. Мясковскому за замечания к балету «На Днепре»: «Асафьев сообщил мне отмеченные Вами ошибки, за которые я Вам страшно признателен, так как они оказались важными, и я успел внести их в корректуру. Какой все-таки у Вас феноменальный глаз, „рысий“, сказал бы Достоевский».

## Произведения
Творчество композитора представлено широким жанровым диапазоном исключая произведения для музыкального театра и киномузыки. Композитор создал 27 симфоний, 13 квартетов, 9 сонат для фортепиано, другие сочинения оркестровой и камерной музыки, кантаты и романсы, а также переложения для фортепиано и оркестра. Номер опуса был присвоен 87 сочинениям. Кроме этого композитором написан ряд доопусных произведений за годы обучения в консерватории и сочинения, которым автор не присвоил номер опуса (безопусные). Среди неосуществлённых замыслов — оперы «Идиот» по одноимённому роману Ф. М. Достоевского (в ранние годы), «Первая девушка» по повести Н. В. Богданова (в зрелые годы), «Король Лир» по одноимённой трагедии У. Шекспира. Н. Мясковский, в отличие от С. Прокофьева, не был сторонником сочинения программной музыки и, как писал Д. Кабалевский, тяготел к так называемой «чистой музыке». Сочетание «чистая музыка» принадлежит самому композитору: «Театр никогда меня к себе не привлекал ни в опере, ни в балете. Я и здесь всегда предпочитаю то, что несет в себе наибольшее количество черт „чистой музыки“ и симфонической жизни — оперы Вагнера, Римского-Корсакова».
| Список сочинений по номерам опусов | Список сочинений по номерам опусов | Список сочинений по номерам опусов | Список сочинений по номерам опусов |
| ---------------------------------- | --- | ---------------------------------- | ---------------------------------- |
| № опуса                            | Название | Жанр                               | Год создания                       |
| 1                                  | «Размышления», 7 стихотворений Е. Баратынского для голоса с фортепиано                                                                | Вокал                              | 1907                               |
| 2                                  | «Из юношеских лет», 12 романсов для голоса и фортепиано на слова К. Бальмонта                                                         | Вокал                              | 1903—1906                          |
| 3                                  | Симфония № 1, до минор, в 3-х частях                                                                                                  | Симфонии                           | 1908                               |
| 4                                  | «На грани», 18 романсов на слова З. Гиппиус для среднего и низкого голоса с ф-но                                                      | Вокал                              | 1904—1908                          |
| 5                                  | «Из З. Гиппиус», 3 пьесы для голоса и ф-но                                                                                            | Вокал                              | 1905—1908                          |
| 6                                  | Соната № 1 для ф-но, ре минор, в 4-х частях                                                                                           | Фортепиано                         | 1907—1909                          |
| 7                                  | «Мадригал», сюита для голоса с ф-но на слова К. Бальмонта                                                                             | Вокал                              | 1908—1909                          |
| 8                                  | Три наброска на слова Вяч. Иванова для голоса с ф-но                                                                                  | Вокал                              | 1908                               |
| 9                                  | «Молчание», симфоническая притча | Оркестровая музыка                 | 1909—1910                          |
| 10                                 | Симфониетта, ля мажор, в 3-х частях                                                                                                   | Оркестровая музыка                 | 1910                               |
| 11                                 | Симфония № 2, до диез минор, в 3-х частях                                                                                             | Симфонии                           | 1910—1911                          |
| 12                                 | Соната для виолончели и фортепиано, ре мажор                                                                                          | Инструментальная музыка            | 1911                               |
| 13                                 | Соната № 2 для фортепиано, фа диез минор, одночастная                                                                                 | Фортепиано                         | 1912                               |
| 14                                 | «Аластор», симфоническая поэма | Оркестровая музыка                 | 1912                               |
| 15                                 | Симфония № 3, ля минор, в 2-х частях                                                                                                  | Симфонии                           | 1914                               |
| 16                                 | «Предчувствия», 6 набросков на слова З. Гиппиус для голоса с ф-но                                                                     | Вокал                              | 1913—1914                          |
| 17                                 | Симфония № 4, ми минор, в 3-х частях                                                                                                  | Симфонии                           | 1917—1918                          |
| 18                                 | Симфония № 5, ре мажор, в 4-х частях                                                                                                  | Симфонии                           | 1918                               |
| 19                                 | Соната № 3 для фортепиано, до минор, одночастная                                                                                      | Фортепиано                         | 1920                               |
| 20                                 | 6 стихотворений А. Блока для голоса с ф-но                                                                                            | Вокал                              | 1921                               |
| 21                                 | «На склоне дня» 3 наброска на слова Ф. Тютчева для голоса и ф-но                                                                      | Вокал                              | 1922                               |
| 22                                 | «Венок поблекший», музыка к 8 стихотворениям А. Дельвига — тетради I и II для голоса и ф-но                                           | Вокал                              | 1925                               |
| 23                                 | Симфония № 6, ми бемоль минор, в 4-х частях                                                                                           | Симфонии                           | 1921—1923                          |
| 24                                 | Симфония № 7, си минор, в 2-х частях                                                                                                  | Симфонии                           | 1922                               |
| 25                                 | «Причуды», 6 набросков для ф-но | Фортепиано                         | 1922—1927                          |
| 26                                 | Симфония № 8, ля мажор, в 4-х частях                                                                                                  | Симфонии                           | 1924—1925                          |
| 27                                 | Соната № 4 для ф-но, до минор, в 3-х частях                                                                                           | Фортепиано                         | 1924—1925                          |
| 28                                 | Симфония № 9, ми минор, в 4-х частях                                                                                                  | Симфонии                           | 1926—1927                          |
| 29                                 | «Воспоминания», 6 пьес для ф-но | Фортепиано                         | 1927                               |
| 30                                 | Симфония № 10, фа минор, в 1-й части                                                                                                  | Симфонии                           | 1926—1927                          |
| 31                                 | «Пожелтевшие страницы», 7 незатейлевых вещиц для ф-но                                                                                 | Фортепиано                         | 1928                               |
| 32 № 1                             | Серенада, ми бемоль мажор, для м. оркестра, в 3-х частях                                                                              | Оркестровая музыка                 | 1928—1929                          |
| 32 № 2                             | Симфониетта, си минор, для струнного оркестра                                                                                         | Оркестровая музыка                 | 1929                               |
| 32 № 3                             | Лирическое концертино № 1, соль мажор, для м. оркестра в 3-х частях                                                                   | Оркестровая музыка                 | 1929                               |
| 33 № 1                             | Струнный квартет № 1, ля минор, в 4-х частях                                                                                          | Камерная музыка                    | 1930                               |
| 33 № 2                             | Струнный квартет № 2, до минор, в 3-х частях                                                                                          | Камерная музыка                    | 1930                               |
| 33 № 3                             | Струнный квартет № 3, ре минор, в 2-х частях                                                                                          | Камерная музыка                    | 1930                               |
| 33 № 4                             | Струнный квартет № 4, фа минор в 4-х частях                                                                                           | Камерная музыка                    | 1909—1937                          |
| 34                                 | Симфония № 11, си бемоль минор, в 3-х частях                                                                                          | Симфонии                           | 1931—1932                          |
| 35                                 | Симфония № 12, соль минор, в 3-х частях                                                                                               | Симфонии                           | 1931—1932                          |
| 36                                 | Симфония № 13, си бемоль минор, в 3-х частях                                                                                          | Симфонии                           | 1933                               |
| 37                                 | Симфония № 14, до мажор, в 5-х частях                                                                                                 | Симфонии                           | 1933                               |
| 38                                 | Симфония № 15, ре минор, в 4-х частях                                                                                                 | Симфонии                           | 1935                               |
| 39                                 | Симфония № 16, фа мажор, в 4-х частях                                                                                                 | Симфонии                           | 1935—1936                          |
| 40                                 | 12 романсов на слова М. Лермонтова, для голоса с ф-но                                                                                 | Вокал                              | 1935—1936                          |
| 41                                 | Симфония № 17 Соль диез минор в четырёх частях                                                                                        | Симфонии                           | 1936—1937                          |
| 42                                 | Симфония № 18 До мажор в трех частях                                                                                                  | Симфонии                           | 1937                               |
| 43 № 1                             | 10 очень легких пьес для ф-но | Фортепиано                         | 1938                               |
| 43 № 2                             | Четыре легкие пьески в полифоническом роде для ф-но                                                                                   | Фортепиано                         | 1938                               |
| 43 № 3                             | Простые вариации, ре мажор, лирическая сюита для ф-но                                                                                 | Фортепиано                         | 1937                               |
| 44                                 | Концерт для скрипки с оркестром, ре минор, в 3-х частях                                                                               | Концерты                           | 1938                               |
| 45                                 | Три наброска (на слова С. Щипачёва и Л. Квитко) для голоса с ф-но                                                                     | Вокал                              | 1938                               |
| 46                                 | Симфония № 19, ми бемоль мажор для духового оркестра                                                                                  | Музыка для духового оркестра       | 1939                               |
| 46 bis                             | Две пьесы (из симфонии № 19) для струнного оркестра                                                                                   | Оркестровая музыка                 | 1945                               |
| 47                                 | Струнный квартет № 5, ми минор в четырёх частях                                                                                       | Камерная музыка                    | 1938—1939                          |
| 48                                 | Приветственная увертюра до мажор для б. оркестра                                                                                      | Оркестровая музыка                 | 1939                               |
| 49                                 | Струнный квартет № 6, соль минор | Камерная музыка                    | 1939—1940                          |
| 50                                 | Симфония № 20, ми мажор, в трех частях                                                                                                | Симфонии                           | 1940                               |
| 51                                 | Симфония № 21, фа диез минор | Симфонии                           | 1940                               |
| 52                                 | «Из лирики Степана Щипачёва» 10 романсов для среднего голоса с ф-но                                                                   | Вокал                              | 1940                               |
| 53                                 | Два марша для духового оркестра | Музыка для духового оркестра       | 1941                               |
| 54                                 | Симфония № 22 («Симфония-баллада»), си минор для б. оркестра в трех частях                                                            | Симфонии                           | 1941                               |
| 55                                 | Струнный квартет № 7, фа мажор, в 4-х частях                                                                                          | Камерная музыка                    | 1941                               |
| 56                                 | Симфония-сюита № 23, ля минор (на темы кабардино-балкарских песен), для б. оркестра в 3-х частях                                      | Симфонии                           | 1941                               |
| 57                                 | Сонатина, ми минор, для фортепиано в 3-х частях                                                                                       | Фортепиано                         | 1942                               |
| 58                                 | Песня и рапсодия (Prelude und Rondo-Sonate), си бемоль минор, для ф-но                                                                | Фортепиано                         | 1942                               |
| 59                                 | Струнный квартет № 8, фа диез минор                                                                                                   | Камерная музыка                    | 1942                               |
| 60                                 | Драматическая увертюра, соль минор, для духового оркестра                                                                             | Музыка для духового оркестра       | 1942                               |
| 61                                 | «Киров с нами», поэма-кантата для м.-сопрано, баритона, смешанного хора и симфонического оркестра, на слова Н. Тихонова, в 4-х частях | Вокал                              | 1942                               |
| 62                                 | Струнный квартет № 9, ре минор, в 3-х частях                                                                                          | Камерная музыка                    | 1943                               |
| 63                                 | Симфония № 24, фа минор в 3-х частях                                                                                                  | Симфонии                           | 1943                               |
| 64 № 1                             | Соната (№ 5) для Фортепиано си мажор                                                                                                  | Фортепиано                         | 1944                               |
| 64 № 2                             | Соната (№ 6) для ф-но, ля бемоль мажор                                                                                                | Фортепиано                         | 1944                               |
| 65                                 | «Звенья», 6 набросков для б. оркестра                                                                                                 | Оркестровая музыка                 | 1944                               |
| 66                                 | Концерт для виолончели с оркестром, до минор, в 2-х частях                                                                            | Концерты                           | 1944                               |
| 67 № 1                             | Струнный квартет № 10, фа мажор, в 4-х частях                                                                                         | Камерная музыка                    | 1945                               |
| 67 № 2                             | Струнный квартет № 11 «Воспоминания», ми бемоль мажор                                                                                 | Камерная музыка                    | 1945                               |
| 68                                 | Симфониетта № 2 для струнного оркестра, ля минор, в 4-х частях                                                                        | Оркестровая музыка                 | 1945—1946                          |
| 69                                 | Симфония № 25, ре бемоль мажор, в 3-х частях                                                                                          | Симфонии                           | 1945—1946                          |
| 70                                 | Соната для скрипки и ф-но, фа мажор, в 2-х частях                                                                                     | Инструментальная музыка            | 1947                               |
| 71                                 | Славянская рапсодия для б. симфонического оркестра                                                                                    | Оркестровая музыка                 | 1946                               |
| 72                                 | Тетрадь лирики, 6 романсов для высокого голоса и ф-но (на слова Миры Мендельсон и её переводы из Роберта Бёрнса)                      | Вокал                              | 1946                               |
| 73                                 | «Стилизации», 9 пьес в форме старых танцев для ф-но                                                                                   | Фортепиано                         | 1946                               |
| 74                                 | «Из прошлого», 6 импровизаций для ф-но                                                                                                | Фортепиано                         | 1946                               |
| 75                                 | «Кремль ночью», кантата-ноктюрн (слова С. Васильева) для соло-тенора (или сопрано), смешанного хора и оркестра                        | Вокал                              | 1947                               |
| 76                                 | Патетическая увертюра до минор для симфонического оркестра (к ХХХ летию Советской Армии)                                              | Оркестровая музыка                 | 1947                               |
| 77                                 | Струнный квартет № 12, соль мажор, в 4-х частях                                                                                       | Камерная музыка                    | 1947                               |
| 78                                 | Полифонические наброски для ф-но, в 2-х тетрадях                                                                                      | Фортепиано                         | 1947                               |
| 79                                 | Симфония № 26 (на русские темы), до мажор, в 3-х частях                                                                               | Симфонии                           | 1948                               |
| 80                                 | Дивертисмент ми бемоль мажор, для б. симфонического оркестра, в 3-х частях                                                            | Оркестровая музыка                 | 1948                               |
| 81                                 | Соната № 2 для виолончели и ф-но, ля минор, в 3-х частях                                                                              | Инструментальная музыка            | 1948—1949                          |
| 82                                 | Соната (№ 7) для фортепиано, до мажор                                                                                                 | Фортепиано                         | 1949                               |
| 83                                 | Соната (№ 8) для фортепиано, ре минор                                                                                                 | Фортепиано                         | 1949                               |
| 84                                 | Соната (№ 9) для фортепиано, фа мажор (средней трудности)                                                                             | Фортепиано                         | 1949                               |
| 85                                 | Симфония № 27, до минор, в 3-х частях                                                                                                 | Симфонии                           | 1949                               |
| 86                                 | Струнный квартет № 13, ля минор, в 4-х частях                                                                                         | Камерная музыка                    | 1949                               |
| 87                                 | «За многие годы», сборник романсов и песен на слова разных авторов                                                                    | Вокал                              | 1950                               |

Переложения
| Переложения | Переложения      | Переложения                                                          | Переложения                              | Переложения  |
| ----------- | ---------------- | -------------------------------------------------------------------- | ---------------------------------------- | ------------ |
| №           | Автор            | Название                                                             | Переложение                              | Год создания |
| Т 01        | Ф. Э. Бах        | Andante для флейты и фортепиано (вторая часть концерта для оркестра) | Фортепиано                               | 1922         |
| Т 02        | Д. Мелких        | «Аладина и Паломид» симфоническая поэма                              | Для двух фортепиано в восемь рук         | 1925         |
| Т 03        | М. О. Штейнберг  | «Принцесса Малэн» симфоническая поэма                                | Для двух фортепиано в восемь рук         | 1926         |
| Т 04        | С. С. Прокофьев  | Третья симфония                                                      | Для двух фортепиано в четыре руки        | 1929         |
| Т 05        | М. О. Штейнберг  | Третья симфония                                                      | Для двух фортепиано в четыре руки        | 1930         |
| Т 06        | М. П. Мусоргский | «Иванова ночь на лысой горе»                                         | Для фортепиано в четыре руки             | 1931         |
| Т 07        | С. С. Прокофьев  | «Осеннее» — эскиз для м. симфонического оркестра                     | Для двух фортепиано в восемь рук         | 1935         |
| Т 08        | С. С. Прокофьев  | «Египетские ночи» симфоническая сюита из музыки к спектаклю          | Для двух фортепиано в четыре руки. Вокал | 1935         |
| Т 09        | С. С. Прокофьев  | «1941-й год» симфоническая сюита                                     | Для двух фортепиано в четыре руки        | 1941         |
| Т 10        | А. П. Бородин    | Три романса и каватина Кончаковны из оперы «Князь Игорь»             | Аккомпанементы для струнного квартета    |              |

Без номера опуса
Название | Жанр | Год
- 10—12 прелюдий для фортепиано. Фортепиано. 1896—1898
- 4 прелюдии для фортепиано. Фортепиано. 1899
- 2 прелюдии для фортепиано. Фортепиано. 1900
- Прелюдия для фортепиано, до диез минор. Фортепиано. 1901
- Фантазия фа минор для фортепиано. Фортепиано. 1903
- «Тишина», романс для голоса с фортепиано на слова Мельшина. Вокал. 1904
- Идиллия фа мажор для фортепиано. Фортепиано. 1904
- Две фантазии для фортепиано: до диез минор и ре мажор. Фортепиано. 1904
- Две фантазии для голоса с фортепиано. Вокал. 1903
- Соната для фортепиано ми минор. Фортепиано. 1905
- Скерцандо для фортепиано. Фортепиано. 1905
- Два романса для голоса и фортепиано. Вокал. 1905
- «Flofion», тетрадь 1, шесть прелюдий для фортепиано. Фортепиано. 1899—1901
- «Flofion», тетрадь 2, миниатюры для фортепиано. Фортепиано. 1906
- «Flofion», тетрадь 3, миниатюры для фортепиано. Фортепиано. 1906—1907
- «Flofion», тетрадь 4, Шалости для фортепиано. Фортепиано. 1907
- «Flofion», тетрадь 5, Шалости для фортепиано. Фортепиано. 1907—1908
- «Flofion», тетрадь 6, Школьные опыты для фортепиано. Фортепиано. 1907—1908
- «Flofion», тетрадь 7, Опыты для фортепиано. Фортепиано. 1908—1912
- «Flofion», тетрадь 8, Наброски и отрывки для фортепиано. Фортепиано. 1917—1919
- Соната для фортепиано до минор одночастная. Фортепиано. 1907
- Соната для фортепиано соль мажор одночастная. Фортепиано. 1907
- 26 фуг (классных) для фортепиано. Фортепиано. 1907—1908
- 2 романса для голоса с фортепиано. Фортепиано. 1908
- «Ковыль» для хора без сопровождения на слова К. Бальмонта. Вокал. 1909
- Увертюра соль мажор для небольшого оркестра. Оркестровая музыка. 1909
- «Песня у станка» на слова А. Безыменского для голоса и фортепиано. Вокал. 1930
- Два военных марша для духового оркестра. Оркестровая музыка. 1930
- Три песни советских летчиков для хора и фортепиано. Вокал. 1931
- «Ленинская» песня для хора с фортепиано на слова А. Суркова. Вокал. 1932
- «Песня о Карле Марксе» для хора с фортепиано на слова С. Кирсанова. Вокал. 1932
- Три военно-комсомольские песни для хора с фортепиано. Вокал. 1934
- «Слава советским пилотам» четырёхголосный смешанный хор без сопровождения (слова А. Суркова). Вокал. 1934
- Прелюдия и фугетта на имя «Сараджев», соль минор. Из 24 пьес для фортепиано (1907), для симфонического оркестра
- «Жить стало лучше» для голоса и фортепиано на слова В. Лебедева-Кумача. Вокал. 1936
- Четыре песни полярников для голоса и фортепиано. Вокал. 1939
- Две массовые песни для голоса с фортепиано. Вокал. 1941
- «Походная песня» для мужского двухголосного хора без сопровождения на слова М. Исаковского. Вокал. 1941
- Два эскиза к гимну РСФСР. Оркестровая музыка. 1946

## Память
- В 1960—1994 годах в честь композитора наименовался Большой Афанасьевский переулок (композитор жил по соседству, в переулке Сивцев Вражек, дом № 4, стр. 1, кв. 11).
- С 1967 по 1989 год имя композитора носил Уральский струнный квартет.
- В 2006 году в честь композитора был назван Белый зал Московской государственной консерватории[74].
- Имя композитора носит московская детская музыкальная школа № 44.

## Комментарии
1. ↑  И. И. Крыжановскому посвящена Первая симфония, op. 3 (1908)[9].
2. ↑  Б. В. Асафьеву посвящены «Размышления», op. 1 (1907); Третья симфония, op. 15 (1913—1914); Лирическое концертино, op. 32, № 3 (1929)[11].
3. ↑  С. С. Прокофьеву посвящена симфоническая поэма «Аластор», op. 14 (1912—1913) по одноимённой поэме Перси Шелли[12].
4. ↑  К. С. Сараджеву посвящены симфоническая поэма «Молчание», op. 9 (1909—1910) по одноимённой притче Эдгара По; Десятая симфония, op. 30 (1926—1927)[13].
5. ↑  В. В. и Е. В. Держановским посвящены Три наброска для голоса с фортепиано на слова Вяч. Иванова, op. 8а (1908)[16].
6. ↑  П. А. Ламму посвящена Седьмая симфония, op. 24 (1922)[23].
7. ↑  Михаил Сегельман, скептически относящийся к клише и всякого рода ярлыкам, ставит данное определение в кавычки — «глава московской композиторской школы»[49].
8. ↑  Согласно комментарию Е. В. Кривцовой, 4 романса («Забуду ли тебя?», «Как парус, что мелькнет порою», «День безоблачный апреля», «Как часто ночью») созданы на стихи Миры Мендельсон, и 2 («Мое сердце в горах», «Мэри») — на стихи Роберта Бёрнса в её же переводе. См.: Мендельсон-Прокофьева М. А. О Сергее Сергеевиче Прокофьеве. Воспоминания. Дневники (1938—1967) / Научная редакция, предисловие, комментарии, указатели Е. В. Кривцовой. — М.: Композитор, 2012. — С. 280. — 632 с. — ISBN 978-5-4254-0046-8. Автограф с посвящением данного цикла Мире Мендельсон хранится в РГАЛИ. См.: Н. Я. Мясковский. «Тетрадь лирики», шесть романсов для высокого голоса с ф-н. На стихи и переводы из Р. Бёрнса М. А. Мендельсон, oр. 72. РГАЛИ. Дата обращения: 17 сентября 2017. Архивировано 18 сентября 2017 года.